# نیانگاندارا
نیانگاندارا (به لاتین: Niyangandara) یک منطقهٔ مسکونی در سری‌لانکا است که در استان مرکزی (سری‌لانکا) واقع شده‌است.